# Universidade Federal de Santa Catarina

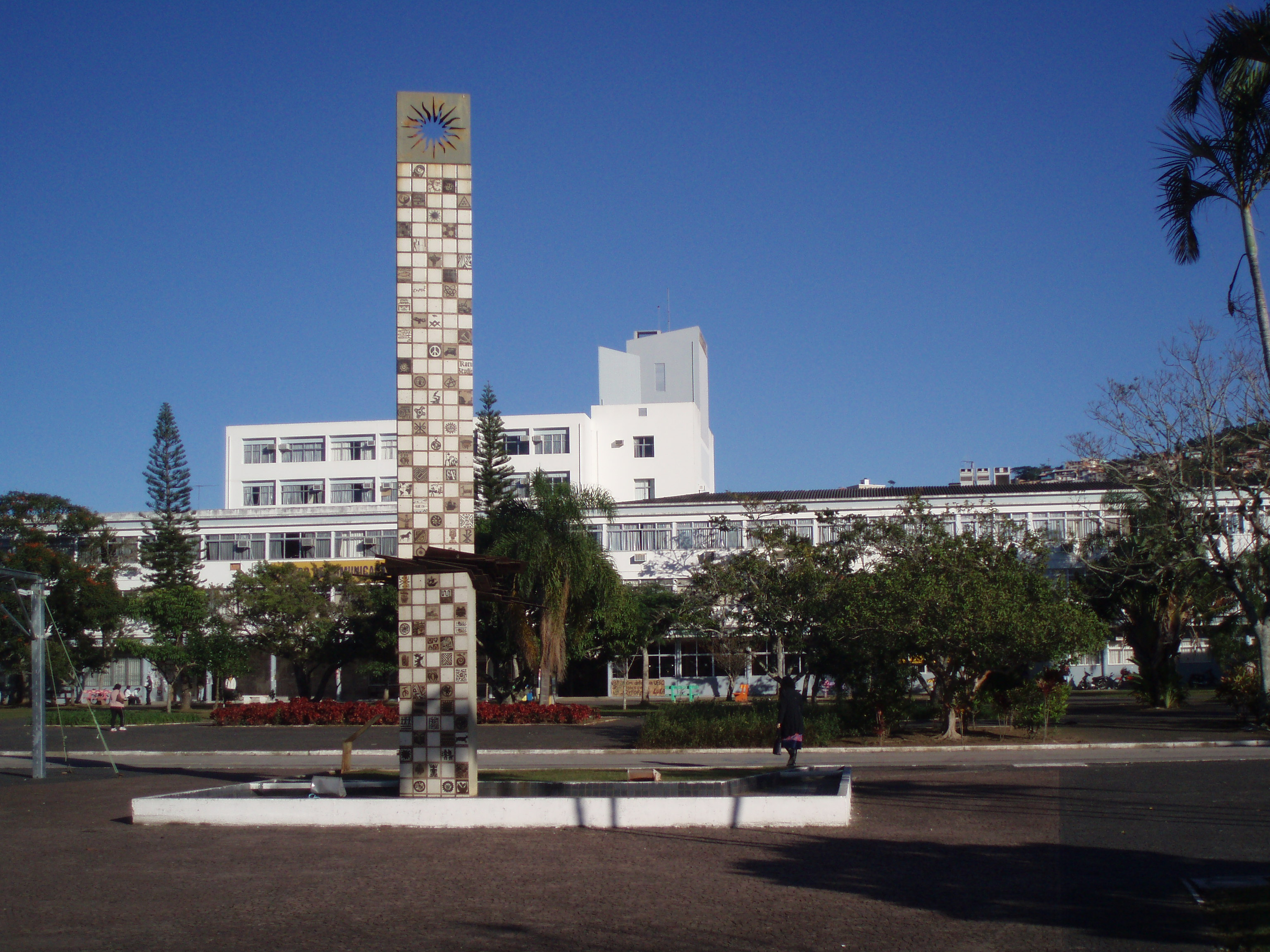
Zentralplatz der UFSC

Die Universidade Federal de Santa Catarina (UFSC) (deutsch: Bundesuniversität von Santa Catarina) ist eine 1960 gegründete bundesstaatliche öffentliche Universität mit Sitz in Florianópolis im brasilianischen Bundesstaat Santa Catarina.

## Geschichte
Am 13. März 1917 wurde das Instituto Politécnico de Florianópolis als erste in Santa Catarina zu einem Hochschulabschluss führende Studieneinrichtung gegründet. In dieses wurde die am 11. Februar 1932 errichtete juristische Ausbildungsstätte, die Faculdade de Direito de Santa Catarina, integriert. Aus diesen ging am 18. Dezember 1960 die heutige Universität hervor.

## Struktur
Der Hauptcampus befindet sich in Florianópolis, weitere externe Campi in den Städten Araranguá, Curitibanos, Joinville und Blumenau.
Für Fachstudien stehen elf Studienzentren zur Verfügung, die Centros de Ensino:
- Centro de Ciências Agrárias – CCA

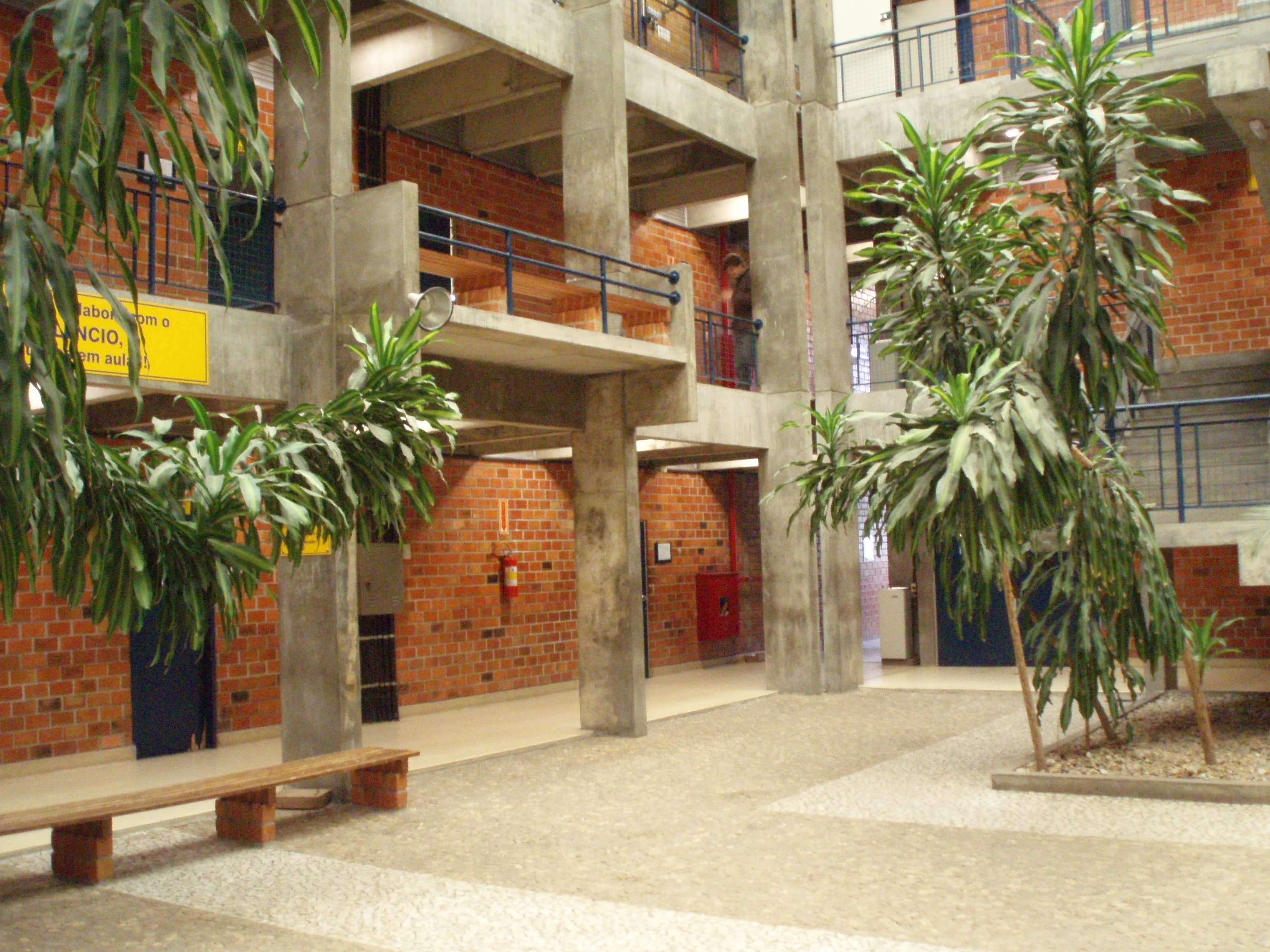
Innenhof des Centro Tecnológico der UFSC.

- Centro de Ciências Biológicas – CCB
- Centro de Ciências da Educação – CED
- Centro de Ciências da Saúde – CCS
- Centro de Ciências Físicas e Matemáticas – CFM
- Faculdade de Direito de Santa Catarina / Centro de Ciências Jurídicas – CCJ

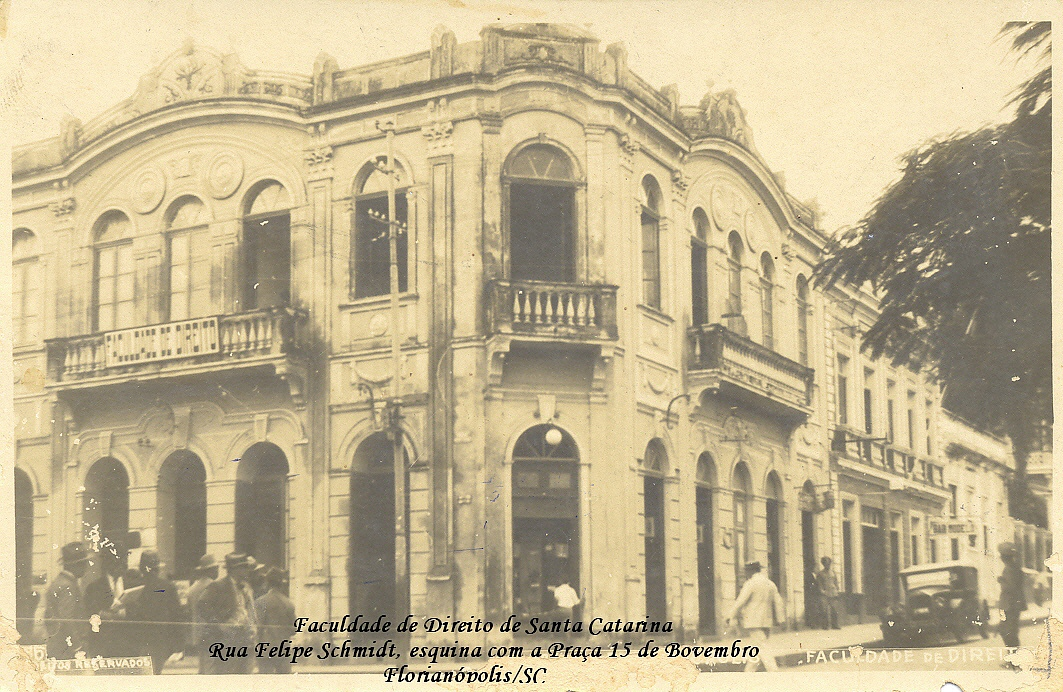
Die Rechtsfakultät, heute das
Centro de Ciências Jurídicas, im Jahr 1932.

- Centro de Comunicação e Expressão – CCE
- Centro de Desportos – CDS
- Centro das Engenharias da Mobilidade – CEM (Joinville)
- Centro de Filosofia e Ciências Humanas – CFH
- Centro Sócio-Econômico – CSE
- Centro Tecnológico da UFSC|Centro Tecnológico – CTC

## Rektoren der Universität
| Nr. | Rektor                          | Amtszeit  |
| --- | ------------------------------- | --------- |
| 1   | João Davi Ferreira Lima         | 1961–1972 |
| 2   | Roberto Mündel de Lacerda       | 1972–1976 |
| 3   | Caspar Erich Stemmer            | 1976–1980 |
| 4   | Ernani Bayer                    | 1980–1984 |
| 5   | Rodolfo Joaquim Pinto da Luz    | 1984–1988 |
| 6   | Bruno Rodolfo Schlemper Junior  | 1988–1992 |
| 7   | Antônio Diomário de Queiroz     | 1992–1996 |
| 8   | Rodolfo Joaquim Pinto da Luz    | 1996–2004 |
| 9   | Lúcio José Botelho              | 2004–2008 |
| 10  | Alvaro Toubes Prata             | 2008–2012 |
| 11  | Roselane Neckel                 | 2012–2016 |
| 12  | Luiz Carlos Cancellier de Olivo | 2016–2017 |
| 13  | Ubaldo César Balthazar          | 2018–2022 |